# نهر وايميا (أواهو)
نهر وايميا هو نهرٌ يقع في مقاطعة هونولولو في جزيرة أواهوي في ولاية هاواي الأمريكيَّة. يبلغ طول القناة الرئيسية للنهر 1.5 ميل (2.4 كم) ولها حوض مياه يمتد على مساحة 13.6 ميل مربع، ويبلغ طوله الإجمالي 24.4 كم (15.2 ميل) متضمنًا روافده. يتكون هذا النهر من التقاء تيار كامانانوي وتيار كايويكويلي شمال شرق هاليوا [الإنجليزية] ويتدفق شمال غربًا عبر وادي وايميا [الإنجليزية] إلى المحيط الهادئ عند خليج وايميا [الإنجليزية]. يُترجم اسم وايميا (بالإنجليزية: Waimea)‏ إلى "المياه الحمراء".
أصبح مصب نهر وايميا مشهورًا بأمواجه التي تنشأ عندما يقوم السكان بتجريف الشاطئ، مما يؤدي ظهور قناة تسمح للمجرى المائي بالتصريف عندما ينقطع عن الشاطئ.